# All Saints (DLR)
Pour les articles homonymes, voir All Saints.
All Saints (en anglais : All Saints DLR Station), est une station de la ligne de métro léger automatique Docklands Light Railway (DLR), en zone 2 Travelcard. Elle  est située sur l'East India Dock Road, à Poplar dans le borough londonien de Tower Hamlets sur le territoire du Grand Londres.

## Situation sur le réseau

Plan de la ligne du métro léger DLR.

Située en surface, All Saints (DLR) est une station de la branche nord du Docklands Light Railway, située entre la station Langdon Park, en direction du terminus nord Stratford, et la station de bifurcationPoplar (DLR),. Elle est en zone 2 Travelcard.
La plateforme de passage dispose de deux quais latéraux encadrant les deux voies de la ligne. En aval des quais, des appareils de voies permettent le passage d'une ligne à l'autre et l'accès à une voie de bifurcation permettant l'accès au Poplar Depot.

## Histoire
La station All Saints est mise en service le 31 août 1987 par le Docklands Light Railway lorsqu'il ouvre la section de Stratford à Island Gardens,.
En 2016, la fréquentation de la station est de 2,160 millions d'utilisateurs.

## Services aux voyageurs

### Accès et accueil
Donnant sur la East India Dock Road, la station est accessible aux personnes à la mobilité réduite.

### Desserte
La station All Saints DLR est desservie par les rames des relations : Stratford - Canary Wharf, ou Lewisham aux heures de pointe du lundi au vendredi, et Stratford International - Woolwich Arsenal,.

Installations et desserte
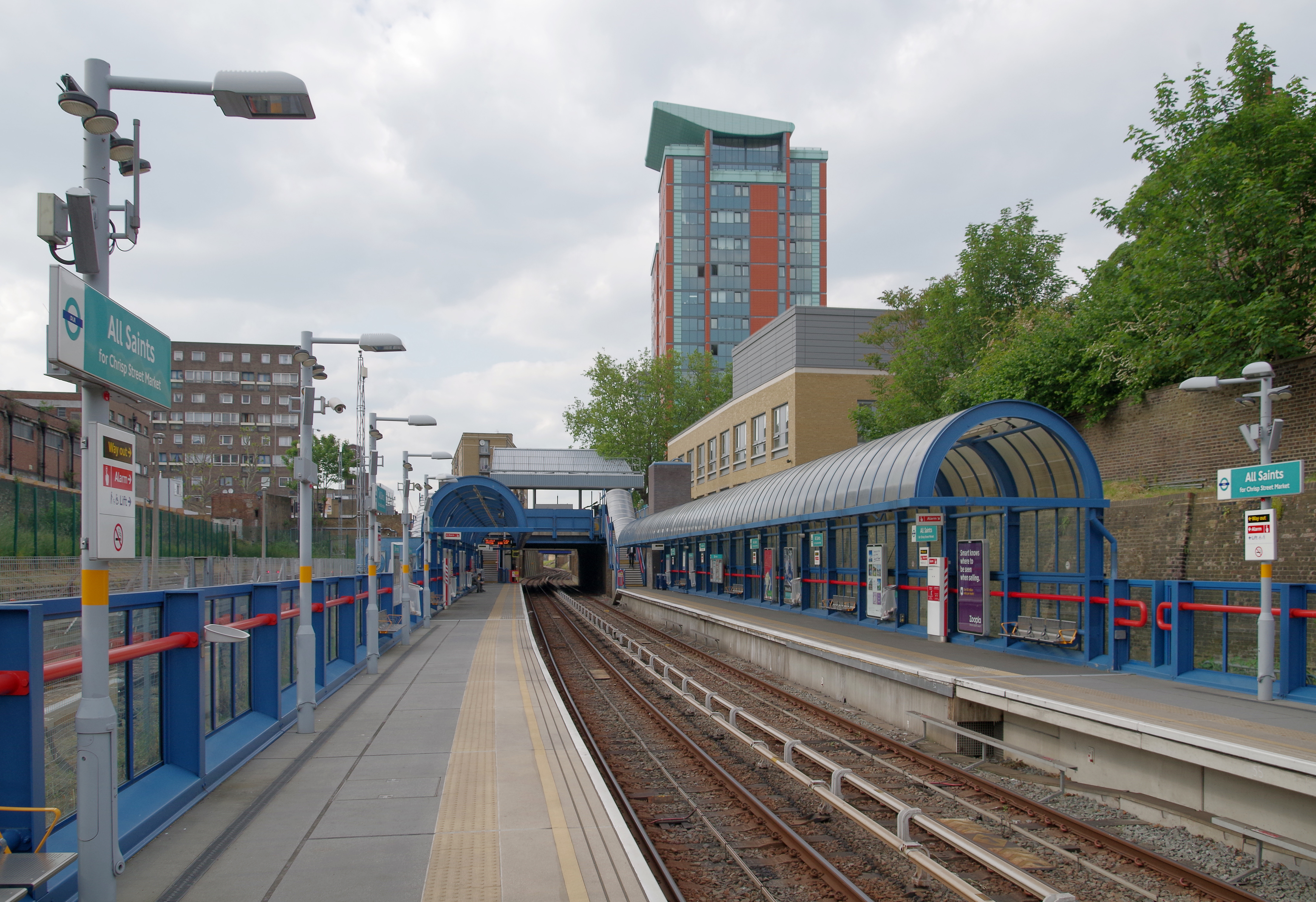
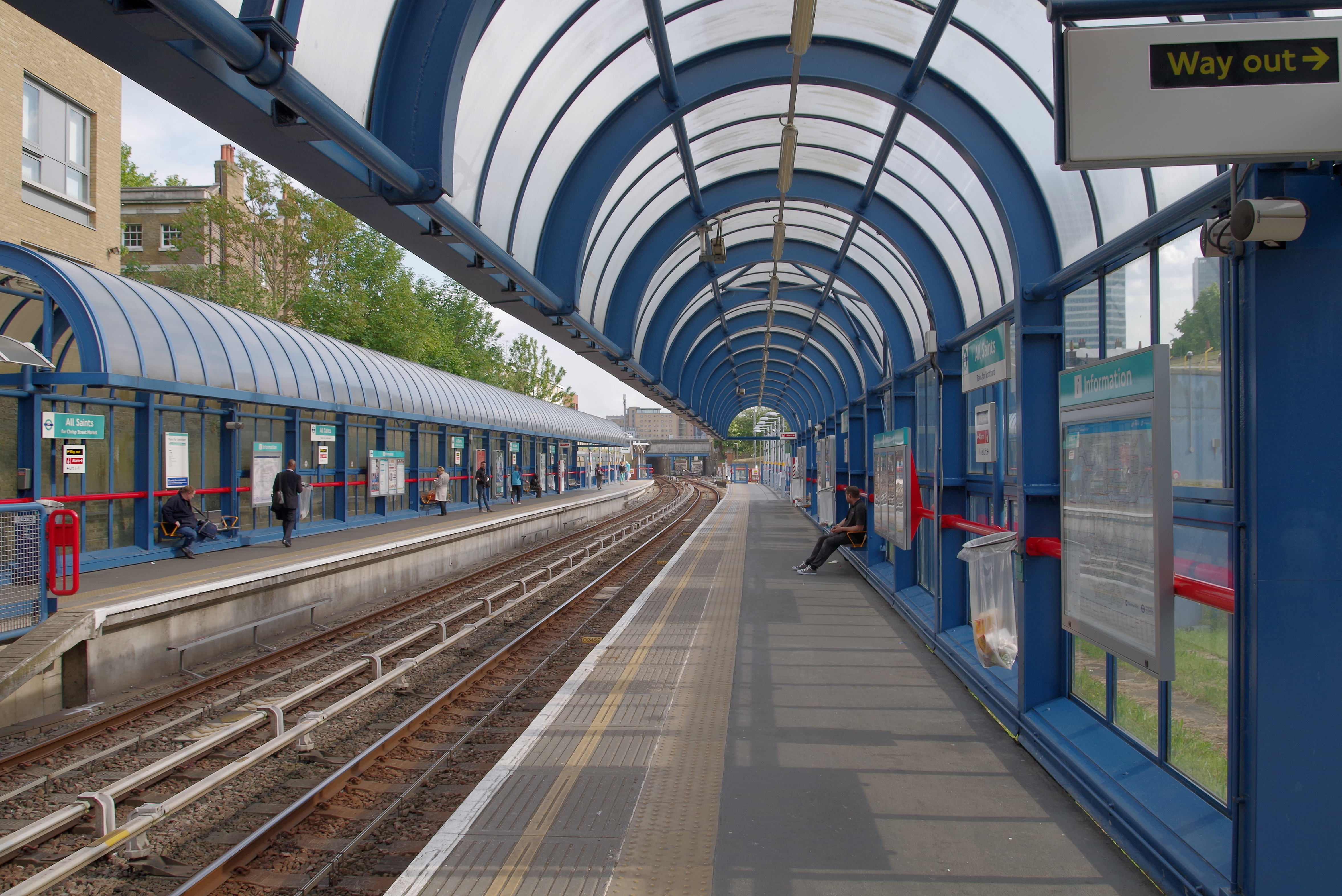
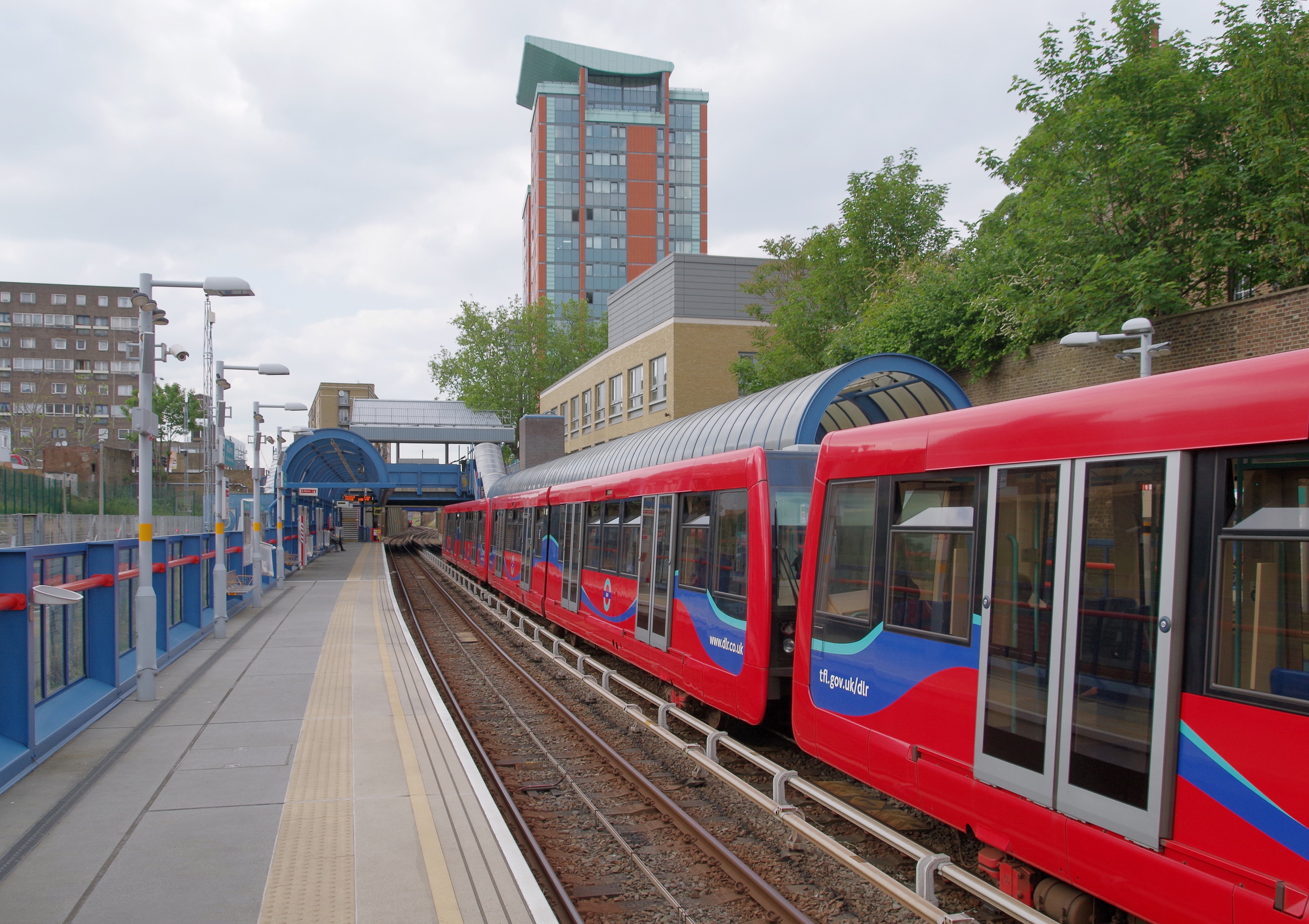

### Intermodalité
À environ 50 mètres l'arrêt Bazely Street (Stop A) est desservi par les Autobus de Londres des lignes : 15, 108, 115, D6, N15 et N551.

## À proximité
- Poplar